# Szavara hamisciprus
A szavara hamisciprus (szavára álciprus, Chamaecyparis pisifera, japánul: 椹 'sawara') a fenyőalakúak (Pinales) rendjében és a ciprusfélék (Cupressaceae) családjának egyik faja.

## Elterjedése, élőhelye
Japánban őshonos, ezért a szintén onnan származó hinoki hamisciprussal együtt japán hamisciprusként is említik.

## Megjelenése
Hazájában 30-50 méter magas, karcsú kúpos fa; a Kárpát-medencében csak 10–15 méteresre nő. Gallyai a törzs felé ívelten behajlanak.
Sötétzöld ágacskáinak fonákán a leveleken két sorban vessző alakú, fehéres foltok díszlenek. Apró (5–6 mm-es), gömbölyded toboza eleinte zöld, éretten megbarnul. 

## Életmódja, termőhelye
Kissé fagyérzékeny. Toboza már az első évben beérik.
Párás levegőt igényel. Száraz körülmények között törpehajtásai a törzs felől kifelé leszáradnak és végül már csak az ágvégek maradnak zöldek. Levelei megbarnulnak, növekedése csökött, külseje beteges.

## Kertészeti változatok

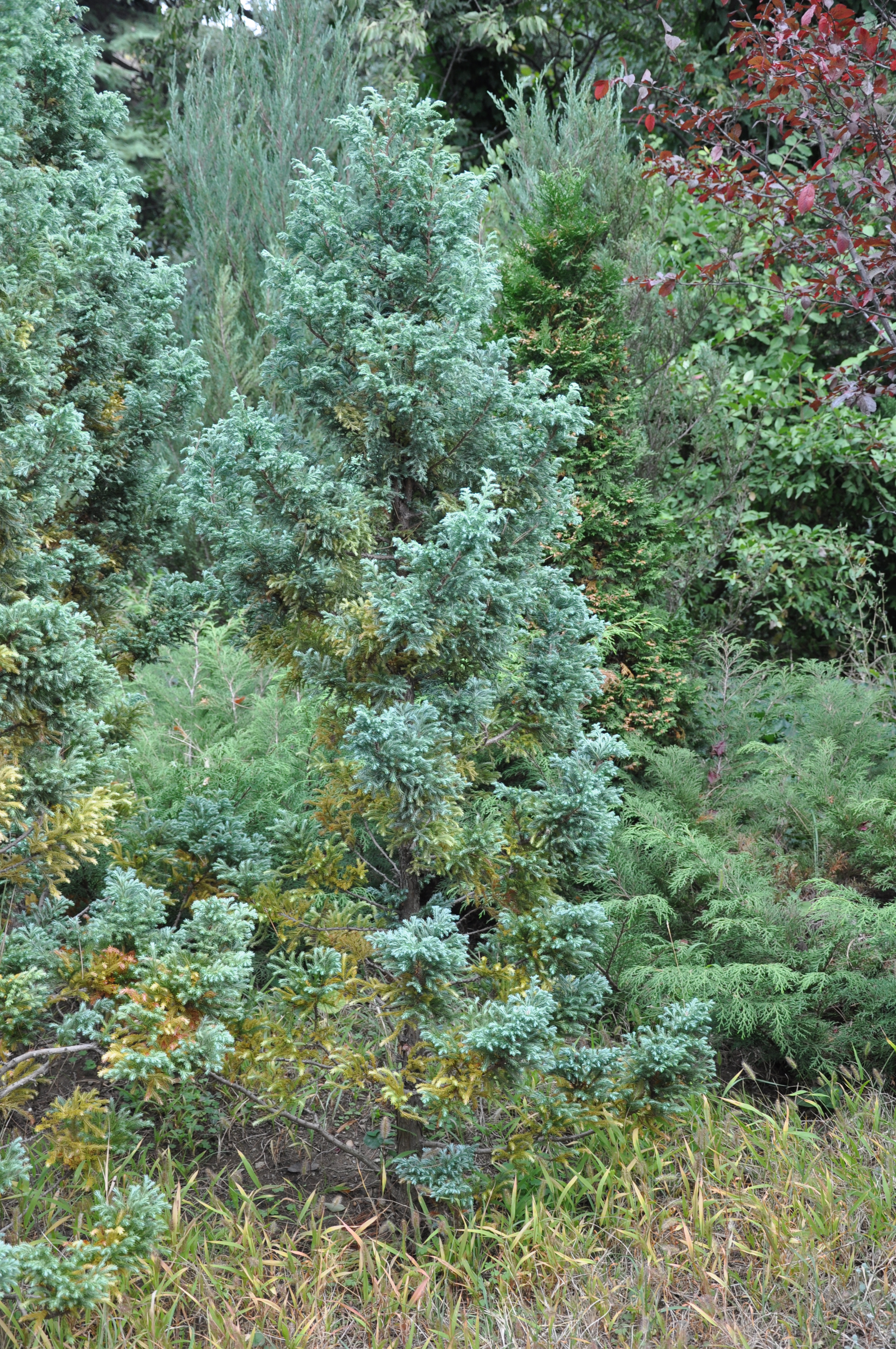
Chamaecyparis pisifera 'Boulevard'

Nagyon sok kertészeti változata ismert. Magyarországon viszonylag gyakoriak:
- 'Boulevard' - Legfeljebb néhány méter magas, juvenilis alak. de annál alacsonyabb, intenzívebb színű és edzettebb. Középmagas (kb. 5 m-es), szabálytalan kúppá nő. Felálló hajtásai a törzs felé visszahajlanak. Levelei kisebb csoportokban egymásra borulnak. Nyáron ezüstös acélkék lombja télire kissé megbarnul. Az erős fagyra és az aszályra is érzékeny — utóbbi esetben friss hajtásainak alsó levelei megsárgulnak és lehullanak. Csak párás, félárnyékos, szélvédett helyen fejlődik kifogástalanul. Gondos ápolást kíván, de egyik oldala még ilyenkor is szinte mindig „lukas” lesz — ez metszéssel megelőzhető, illetve helyrehozható.
- 'Filifera' - Juvenális alakú formacsalád, számos alváltozattal. Néhány méter magas; koronája széles kúp. Vékony, fonalas, gyéren elágazó, zöld ágacskái hosszan (akár 1–2 méterre) lecsüngenek. Igénytelen, teljesen télálló. magányosan és kisebb csoportokba is jól ültethető.
  - 'Filifera Aurea' - A „sima” Filiferánál lassabban nő; a lombja élénksárga.
  - 'Filifera Nana' - Törpe növésű alváltozat. Oldalhajtásai9 fonálszerűen lecsüngenek, amitől a fiatal egyedek alakja pulikutyáéra emlékeztet. Igénytelen, télálló.
- 'Plumosa' - Levelei a tű- és pikkelylevelek közötti, átmeneti jellegűek. Sötétzöldek, télen kissé megbarnulnak. Magyarországon általában jól fejlődik, csak a legszárazabb részeken nem. Teljesen télálló. Nagy alakkör, de az alváltozatok nagy többsége Magyarországon kevéssé ismert.
  - 'Plumosa aurea' — a aranysárga lombú alváltozat (főleg a fiatal hajtásai).
- 'Squarrosa' - Fiatalkori alak 10-15 méteres, laza kúpkoronával. Elálló ágain a hajtások végei kissé visszahajlanak. Ezüstös, illetve kékeszöld, finom, puha tűlevelei mohaszerűek. Rendkívül kényes, páraigényes fajta, ezért ma már csak gyűjteményekben látható. A szárazságot nagyon rosszul tűri és a keményebb telek is károsíthatják. A kertészetekben a kötészetek számára, díszítő zöldnek nevelik.